# سراغة زاكنتوس
سراغة زاكنتوس (باللاتينية: Crepis zacintha) نوع نباتي يتبع جنس السراغة من الفصيلة النجمية.

## الموئل والانتشار
موطنها بلاد الشام وقبرص وشمال حوض البحر الأبيض المتوسط.

## مرادفات للاسم العلمي
- (باللاتينية: Lapsana zacintha L.)
- (باللاتينية: Zacintha verrucosa Gaertn., nom. nov.)